# Bulbophyllum calviventer
Bulbophyllum calviventer là một loài phong lan thuộc chi Bulbophyllum.